# プライスレス 素敵な恋の見つけ方
『プライスレス 素敵な恋の見つけ方』（Hors de prix）は、2006年製作のフランス映画。

## 概説
『めぐり逢ったが運のつき』のピエール・サルヴァドーリ監督の久々の新作であり、オドレイ・トトゥ主演のロマンティック・コメディ。一流ホテルのウェイターと玉の輿狙いのマテリアル・ガールとの恋の行方を描く。

## あらすじ
玉の輿狙いでお金持ち大好きというイレーヌは、ひょんなことから高級ホテル従業員のジャンを大富豪の息子と誤解し一晩を共にする。その結果、イレーヌは大富豪ジャックとの婚約が破談になり、さらにジャンの本当の仕事を知ってあっさり振ってしまう。ジャンは仕事もクビになりストーカーの如くイレーヌを追ってニースへ向かう。次の男とのデートを台無しにされたイレーヌは、これ見よがしに高級料理や高級ブランド品、ホテル代をジャンに支払わせて去ってしまう。別れ際にジャンは１ユーロを渡し10秒だけ見つめ合う。
定期預金や年金を解約したが、それでも支払いが足りず困り果てたジャンを裕福な未亡人マドレーヌが助ける。マドレーヌはジャンとホテルで暮らしながら、彼に似合うワイシャツを買い与え優雅な食事をさせる。イレーヌは「同じ立場になった」ジャンに新しいパトロンであるジルに買わせた大量のブランド物を見せびらかすが、ジャンはシャツ1枚と話し相手になっているだけだった。外出から戻ったマドレーヌはジャンにダンベルを与え整形外科にも連れていく。ジャンはイレーヌに教わった会話テクニックをマドレーヌ相手に実践すると３万ユーロの腕時計を買ってもらうことができた。イレーヌを意識しつつ同じテクニックを再度使おうとするとマドレーヌに叱られるが、ジャンは決別することが出来ずヒモを続ける。

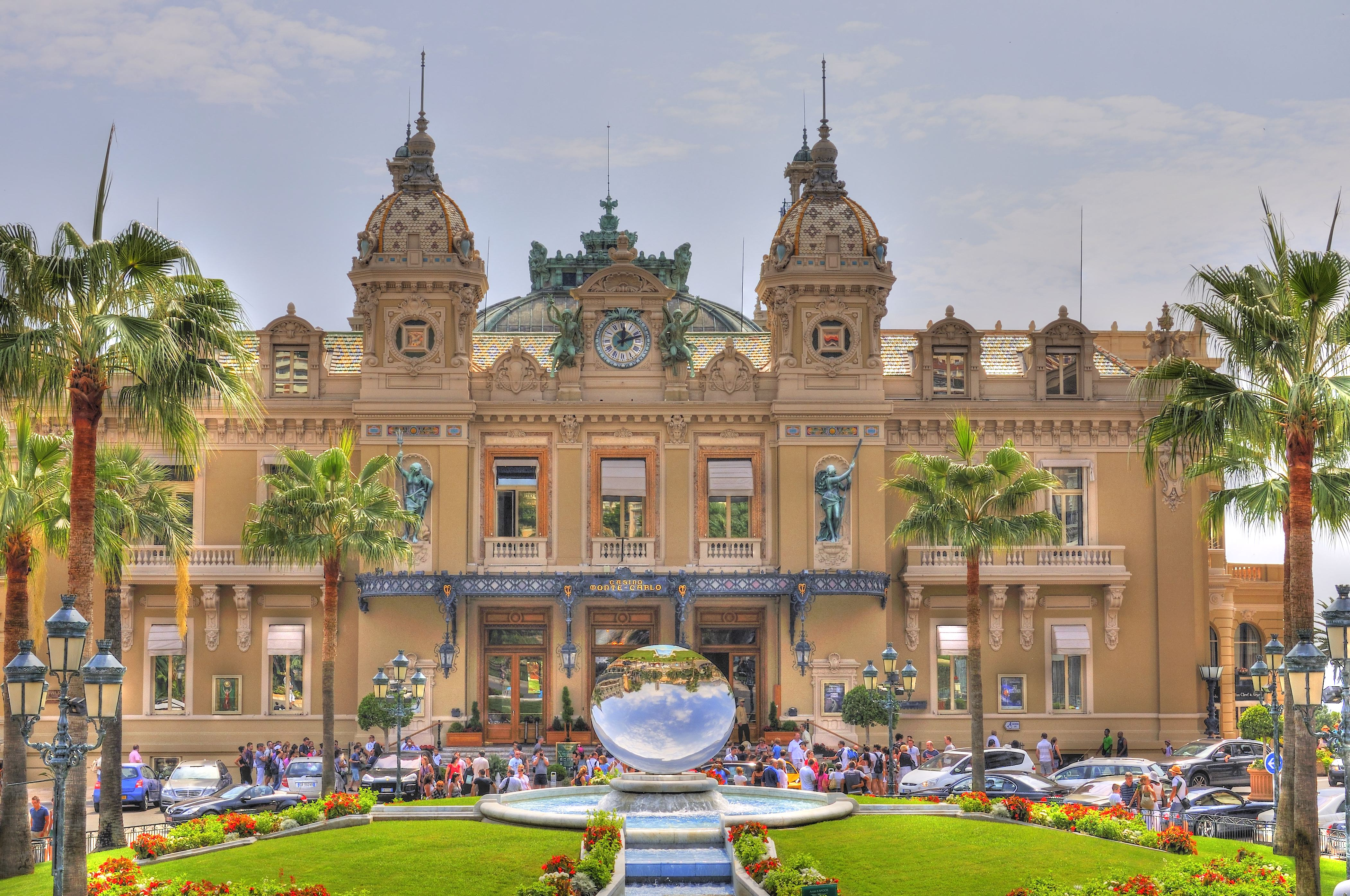
ロケ地のひとつ（:en:Monte Carlo Casino）

ある深夜にイレーヌとジャンは彼のスクーターで出かけ海辺で自由な時間を楽しむ。次の昼イレーヌはジルと共にもう戻らない旅に発つとジャンに別れを告げる。しかし、ジルが二人が別れを惜しんでキスをする姿を目撃し、一人チェックアウトしてしまう。水着姿のまま困ったイレーヌはジャンに助けを求める。ジャンは時計を売り払ってイレーヌのホテル代やドレス代を工面し、アクセサリーを買ってマドレーヌの機嫌も取り巧みに立ち回る。
窮地を脱したイレーヌはパーティーで再び裕福な男を物色する。イレーヌはジャンに感謝し大富豪ジャックへの復讐に協力させる。イレーヌはジャックの今の愛人アニエスにジャンが貴族の家系の大富豪だと囁き接近させる。その姿を見たマドレーヌは激怒しついにジャンと決別する。アニエスがジャンと去るのをジャックに目撃させると、イレーヌはジャックとよりを戻そうとする。しかし、ジャンとアニエスの様子が気掛かりで動揺し不調に終わる。ジャンの部屋に駆け込んだイレーヌはアニエスにジャンが一文無しだと告げ立ち去らせる。真実の姿で愛しあった二人は有料道路の１ユーロを支払い朝日と共に旅立つのだった。

## スタッフ
- 監督・監督：ピエール・サルヴァドーリ
- 製作：フィリップ・マルタン
- 脚本：ブノワ・グラファン
- 撮影：ジル・アンリ
- 音楽：カミーユ・バズバズ

## 出演
| 役名       | 俳優                           | 日本語吹替   |
| ---------- | ------------------------------ | ------------ |
| イレーヌ   | オドレイ・トトゥ               | 園崎未恵     |
| ジャン     | ガッド・エルマレ               | 小野健一     |
| マドレーヌ | マリー＝クリスティーヌ・アダム | 永木貴依子   |
| ジャック   | ヴァーノン・ドブチェフ         |              |
| ジル       | ジャック・スピエセル           | 中博史       |
| アニエス   | アネリーズ・エスム             | 池ヶ谷華菜子 |